# Kil (redskap)

Den vertikala kraften på en kil omvandlas till horisontella krafter på objektet.

Kilen (tidigare även vigg) är en av de fem enkla maskinerna som tekniskt sett är ett dubbelt lutande plan. Kilar används för att separera två kroppar, eller delar av samma kropp, genom att driva in kilen genom att anbringa en kraft mot kilens breda ände. Kraftförstärkningen beror på förhållandet mellan kilens längd och dess tjocklek. En spetsig kil gör jobbet snabbare än en trubbig kil.
Kilens ursprung är okänt eftersom den har använts i över 9 000 år. I det forntida Egyptens stenbrott, användes bronskilar för att bryta loss stenblock till byggen. Även träkilar, som svällde efter att ha mättats med vatten har nyttjats. Vissa inhemska folkslag i Amerika använde kilar av hjorthorn för att arbeta med trä för att göra kanoter, hus och andra objekt.
Exempel på verktyg som använder kilens principer är spiken, kniven, huggmejseln och yxan. Kilar kan även användas för att hålla fast föremål, till exempel ett dörrstopp men även komponenter som pysventil. Inom klättring används kilar för att säkra klättraren i berget. Kilen kilas fast i sprickor och i kilen sätts en karbinhake i vilken repet klipps i.
Vid vattenplaning bildar vattnet en kil framför det framrusande hjulet och separerar däckytan från vägbanan.